# Kocioł lokomobilowy
Kocioł lokomobilowy (kocioł Wolfa) to niewielki kocioł płomienicowo-płomieniówkowy z paleniskiem wewnętrznym, łatwo rozbierany na czas czyszczenia z kamienia kotłowego, często stosowany w małych i średnich lokomobilach. Przy małych wymiarach kotła czyszczenie przez otwory wyczystkowe jest utrudnione. Ponadto dodatkowe otwory osłabiają walczak.
Wady tej nie ma kocioł lokomobilowy posiadający rury ogniowe razem ze ścianami sitowymi wysuwane z kotła jako jeden element, po odkręceniu śrub mocujących do dennic, lub płaszcza.
Czasem błędnie kotłami lokomobilowymi nazywa się pozostałe typy stosowane w lokomobilach np. nowocześniejsze kotły parowozowe.

## Budowa
Zdemontowany kocioł w czasie odbijania kamienia kotłowego.
| Zdemontowany kocioł w czasie odbijania kamienia kotłowego | - D – dennica - S – ściany sitowe - W – walczak - rury ogniowe: - P – płomienica z paleniskiem - M – płomieniówki |

## Zachowany
- lokomobila z kotłem Wolfa w elektrowni Latarni Morskiej Rozewie.